# Нојмаркт ин дер Оберпфалц
Нојмаркт ин дер Оберпфалц (њем. Neumarkt in der Oberpfalz) општина је у њемачкој савезној држави Баварска. Једно је од 19 општинских средишта округа Нојмаркт (Горњи Палатинат). Према процјени из 2010. у општини је живјело 39.246 становника. Посједује регионалну шифру (AGS) 9373147.

## Географски и демографски подаци
Нојмаркт ин дер Оберпфалц се налази у савезној држави Баварска у округу Нојмаркт (Горњи Палатинат). Општина се налази на надморској висини од 424 метра. Површина општине износи 79,0 km². У самом мјесту је, према процјени из 2010. године, живјело 39.246 становника. Просјечна густина становништва износи 497 становника/km².

## Међународна сарадња
| Мјесто            | Држава    | Врста сарадње | Од    |
| ----------------- | --------- | ------------- | ----- |
| Мистелбах на Цаји | Аустрија  | партнерство   | 1983. |
| Макарска          | Хрватска  | контакт       | 1991. |
|                   | Француска | партнерство   | 1971. |
| Извор             |           |               |       |